# Gintė
Gintė ist ein weiblicher Vorname.

## Herkunft und Bedeutung
Gintė ist eine weibliche Form des litauischen männlichen Vornamens Gintas.

## Namensträgerinnen
- Gintė Bernadeta Damušytė-Damušis (* 1956),  Diplomatin, Botschafterin